# Ljuba Welitsch
Lyuba Welitsch (Veličkova; em búlgaro:  Люба Величкова, 10 de julho de 1913, Borissovo, Bulgária - 1 de setembro de 1996, Viena, Áustria) foi uma cantora de ópera soprano de nacionalidade búlgara, mais tarde naturalizada austríaca.
Lyuba Veličkova estudou canto no Jardim de Inverno de Sófia com o professor Georgi Zlatev-Cherkin. Em 1936 após especialização em Viena,  estreia pela primeira vez em Sófia. Em seguida teve atuações em Graz, Hamburgo, Munique e finalmente na Ópera Estatal de Viena.
O seu mais famoso papel foi em 1944 com Salomé, que apresentou com o compositor Richard Strauss, ele próprio, em seu 80º aniversário. Em 1947 ela cantou a mesma função para a sua estreia em Londres, e em 4 de fevereiro de 1949 a sua primeira performance no Metropolitan Opera, em Nova Iorque. Ela também cantou os papéis de lieder de Tosca e Aida, Donna Anna em Don Giovanni, Minnie em La fanciulla del West, e Musetta em La Bohème.

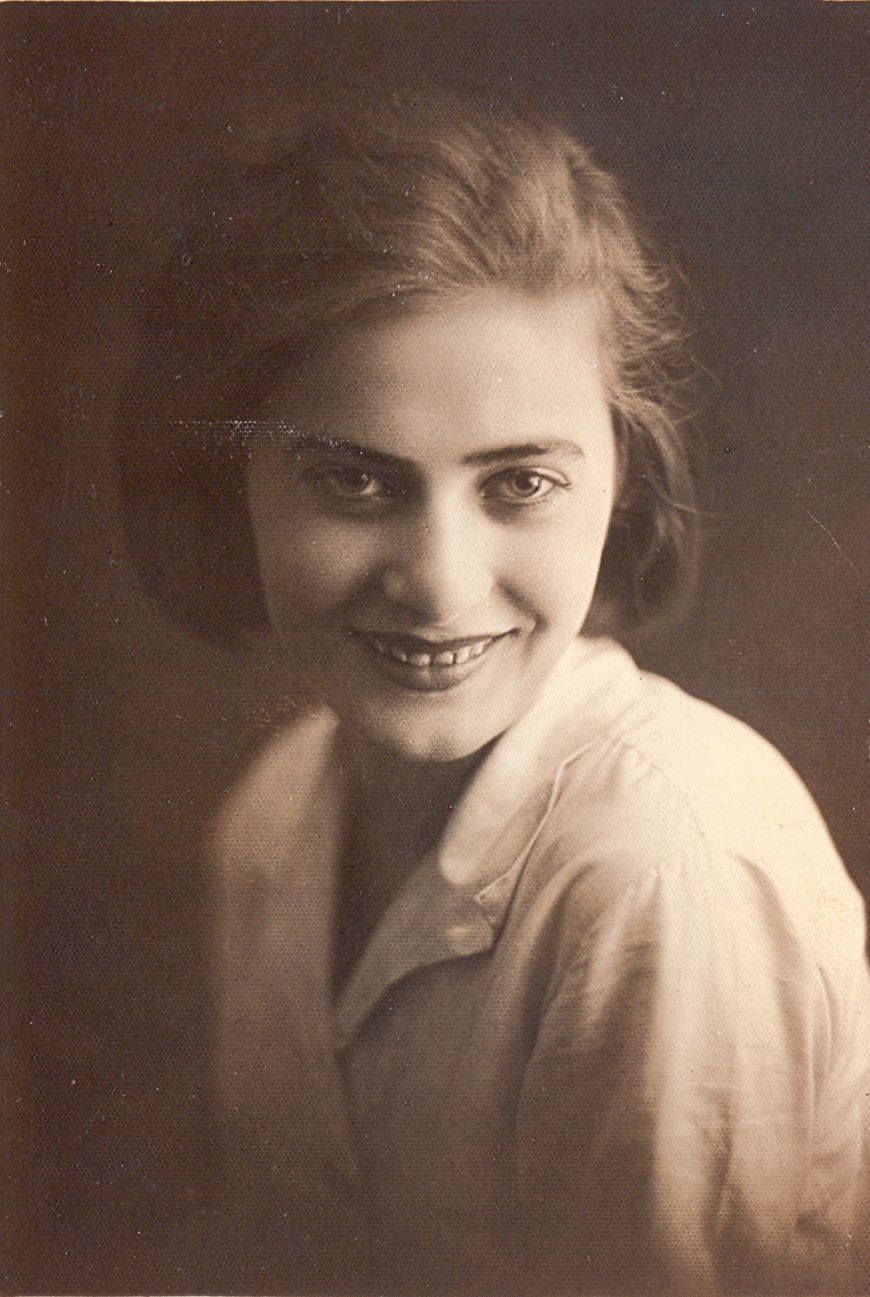
Welitsch na década de 1930

A sua carreira internacional, já interrompida por causa da guerra, não durou muito tempo, embora na verdade, ela continuasse cantando até 1981. Aparições incluíram na década de 1950, atuações na Royal Opera House, em Covent Garden em um ambiente altamente controverso na produção de Salomé por Peter Brook com cenografia de Salvador Dalí. No entanto, quando a sua voz se deteriorou ela iniciou uma segunda carreira em filmes (na América e na Áustria) e na televisão austríaca. Em 1982, ela foi um dos artistas no palco, em Covent Garden, que parabenizou Dame Eva Turner numa festa de gala para o aniversário de 90 anos de Turner.
Ela foi casada duas vezes e se divorciou duas vezes, sem filhos. Foi enterrada em Viena no Zentralfriedhof.

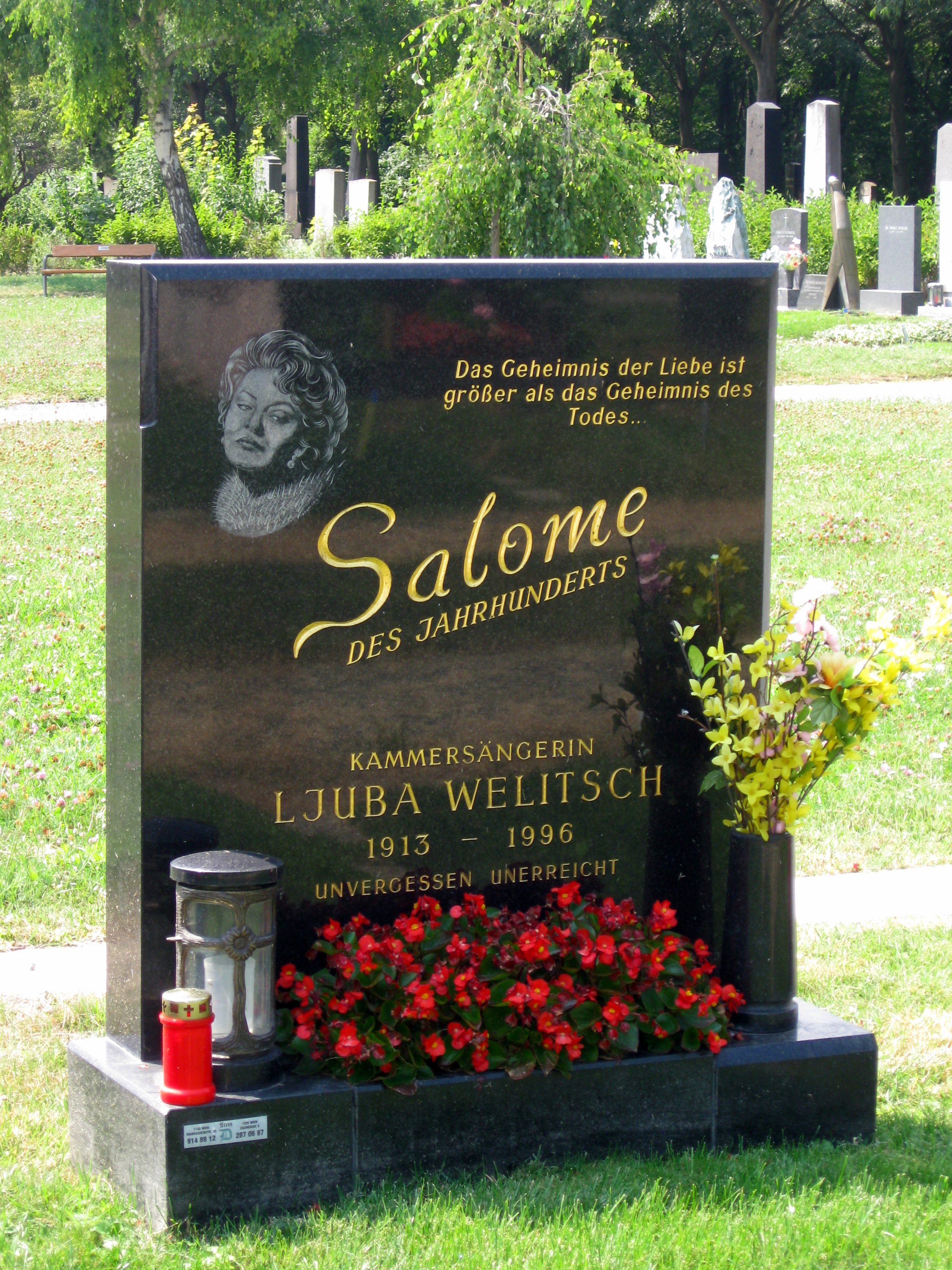
Túmulo de Ljuba Welitsch na Seção 40 (reservado a austríacos honorários) no Zentralfriedhof em Viena

## Gravações
Ela não fez muitas gravações, mas a sua conta da cena final de Salomé define um padrão pelo qual todo aspirante a artista no papel ainda é julgado. O Metropolitan com o desempenho de Salomé , a partir de 1949 está disponível em CD (Gebhardt Registos JGCD 0013).
Welitsch cantou na Ópera Metropolitana na tarde de sábado de "Salomé", transmitido em 19 de janeiro de 1952, que foi gravada e é periodicamente re-transmitida dedicado ao canal do rádio Sirius/serviço de internet da Met Opera.
A sua performance ao vivo de 1950 a partir de Salzburgo, como Donna Anna sob Wilhelm Furtwängler, em frente Elisabeth Schwarzkopf, Tito Gobbi, e Josef Greindl, também está disponível.
Embora Welitsch não gravasse muitas vezes para o estúdio, a sua arte pode ser apreciada numa colecção intitulada Ljuba Welitsch: O Anos Rádio RY102 em que ela pode ser ouvida em árias por Weber, de Verdi, Smetana, Dvořák, Puccini e Strauss, e lieder de Schubert.
Ela pode ser vista e ouvida brevemente no filme "O Homem Entre", onde os protagonistas, James Mason e Claire Bloom assistem a uma performance de "Salomé". Welitsch é mostrado com a cabeça de João, o Baptista nos momentos finais da ópera. A cena é postada no YouTube.
Uma gravação de Lieder por Richard Strauss, Josef Marx e Gustav Mahler foi feita em 1953 e lançada em 1974. Welitsch foi acompanhado por Paulo Ulanowsky no piano; de acordo com o anónimo liner notes pensou-se que este pode ser um teste para uma produção mais tarde o que nunca ocorreu. Os lieder registados foram: Lado 1: Strauss " Vier Letzte Lieder. Lado 2: Strauss-Cäcilie; Strauss-Die Nacht, Marx-Hat dich die Liebe Berűhrt, Marx-Valse de Chopin, Mahler-Ich atmet' einen Linden Duft, Mahler-Blicke mir nicht em die Lieder, Mahler-Ich bin der Welt Abhanden gekommen. As liner notes para a gravação alegam que as quatro primeiras lieder de Lado 2 foram "brevemente disponível" em um de 10 polegadas LP no início dos anos 1950. Biblioteca do Congresso Catálogo de Cartão #73-750781 aplica-se a esta gravação.